# Théâtre Sovremennik
Le théâtre Sovremennik de Moscou (Contemporain en russe), créé en 1956 par opposition à l’art stalinien, est l’une des troupes théâtrales les plus célèbres de Russie. Depuis 1974, il se trouve boulevard des Étangs-Purs dans le centre de Moscou.

## Historique

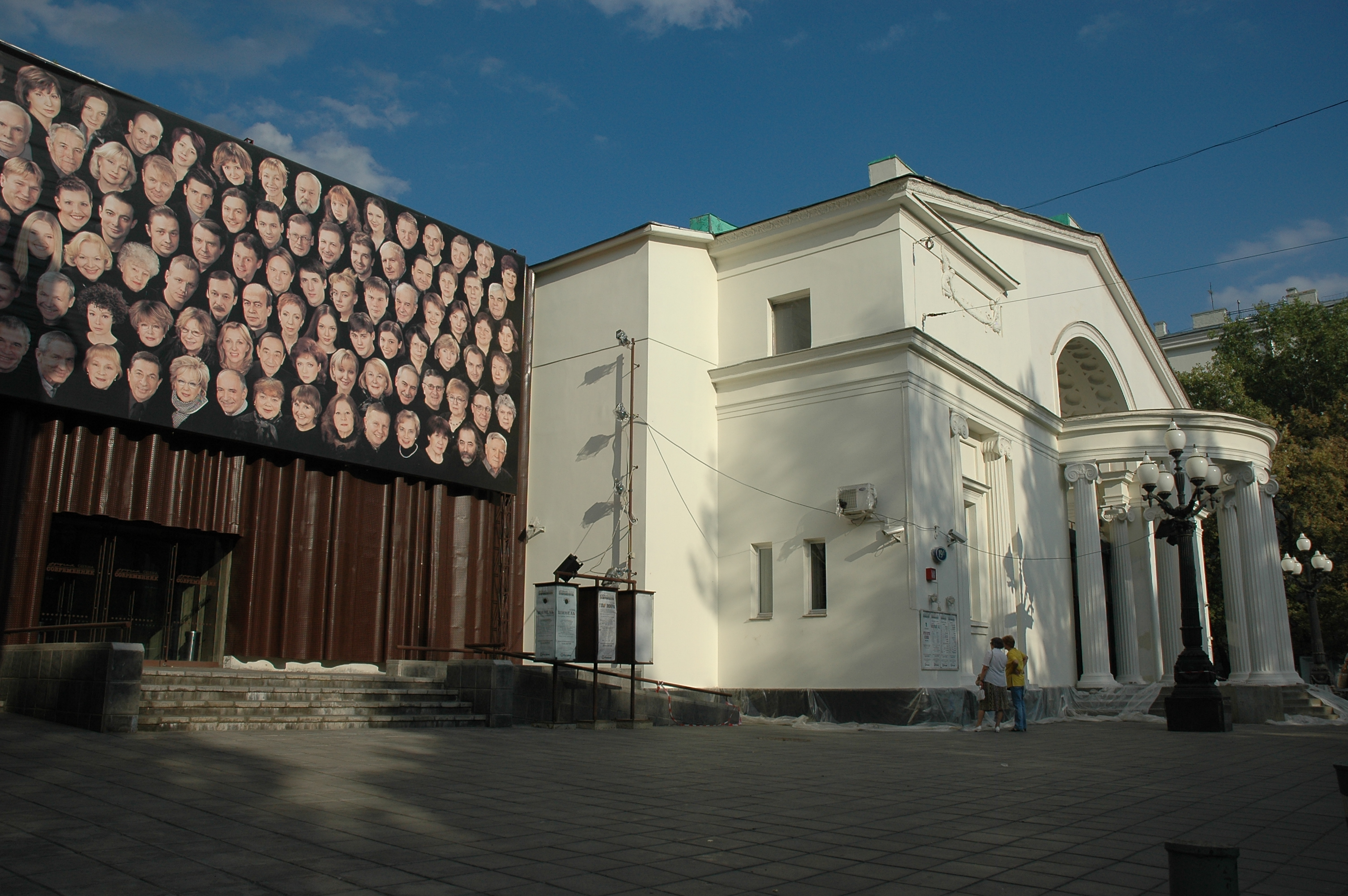
Le théâtre Sovremennik à Moscou.

Le Théâtre Sovremennik de Moscou a vu le jour en 1956, trois ans après la mort de Staline et dans les mêmes années où le culte de sa personnalité, qui a eu des répercussions tragiques, a été dénoncé. Cette période est appelée le « Dégel ».
La société russe se réchauffait après plusieurs décennies d’absence de liberté. Le contrôle et la pression de la censure imposée à l’art pendant de longues années ont laissé des séquelles catastrophiques.
Au théâtre, la situation était particulièrement difficile. Des pièces aseptisées où évoluaient des personnages emphatiques et stérilement conformes au canon de la propagande soviétique, remplissaient les affiches.
Un mouvement de protestation contre la pratique théâtrale de l’époque a réuni autour d’Oleg Efremov de jeunes diplômés de l’École-Studio du MKHAT (Théâtre d'art de Moscou) dont Galina Voltchek, Igor Kvacha, Lilia Tolmatcheva, Oleg Tabakov et Evgueni Evstigneïev.
Éduqués en regardant des pièces grandioses et vétustes, ils avaient eu les disciples de Constantin Stanislavski comme professeurs. Toutefois au début des années 1950, la rigidité du système théâtral soviétique a momifié l’héritage des fondateurs du MKHAT.
Rejetant ces pratiques, ces jeunes diplômés ont décidé de redécouvrir et de régénérer le style de Stanilavski pour prouver la vitalité du théâtre psychologique en amenant de nouveaux publics dans un pays en pleine mutation.
L’un des grands objectifs du jeune théâtre fut la création d’une véritable troupe de compagnons pour pénétrer le monde intérieur des personnages et de la psychologie humaine. Il était nécessaire de représenter des personnages réels avec leurs soucis quotidiens, leurs malheurs et leurs espoirs.
La première pièce, Éternellement vivants de Viktor Rozov, fut jouée dans la nuit du 15 juin 1956 dans une salle de classe de l’École-Studio MKHAT et rencontra un vif succès devant un parterre de jeunes gens, d’étudiants ordinaires, pas seulement en Art, qui étaient venus voir un spectacle quasiment clandestin.
À l’issue de cette représentation, la jeune troupe se devait de continuer et de créer son propre théâtre. L’idée semblait fantastique car dans l’URSS de l’époque, les théâtres n’apparaissaient que sur un ordre « d’en haut », mais le dynamisme et la foi en leur projet de ces étudiants eurent raison de la légendaire bureaucratie soviétique.
Très vite le théâtre Sovremennik est devenu le théâtre préféré des jeunes et des intellectuels. Les étudiants d’hier étaient désormais acclamés comme la meilleure formation théâtrale de Moscou.
Le fond de répertoire du tout jeune Théâtre Sovremennik de Moscou était constitué d’œuvres contemporaines spécialement écrites par des auteurs soviétiques ayant la même approche, mais aussi de pièces de théâtre occidentales qui arrivaient à franchir le Rideau de fer.
La censure par le pouvoir était fréquente dans la vie du théâtre. Des pièces comme Le Silence des matelots d’Alexandre Galitch et L'Incident de Vichy d’Arthur Miller ont finalement été interdites, mais d’autres spectacles obtenaient leur permis d’exploitation après 10 ou 15 séances de validation, les corrections des censeurs devant être soit incorporées à la mise en scène, soit astucieusement contournées.
À la fin du des années 1960, les œuvres classiques font leur entrée dans le répertoire du Théâtre Sovremennik. Galina Voltchek, une des actrices fondatrices de la troupe, qui a déjà fait ses preuves dans la mise en scène, crée un spectacle Une histoire ordinaire d’Ivan Gontcharov et Les Bas-fonds de Maxime Gorki.
Un autre fondateur, Oleg Efremov, de son côté, propose une relecture assez inattendue de La Mouette de Tchekhov.
À cette période le prestige du théâtre a encore grandi, les tournées sont fréquentes et les représentations toujours à guichets fermés.
En 1970, Oleg Efremov, fondateur et leader de la troupe, accepte la direction artistique du théâtre MKHAT et quitte le Sovremennik avec une partie de la troupe, tandis qu'Oleg Tabakov, associé dès le début, en prend la direction.
Privé de son âme et de ces acteurs, le Sovremennik a dû faire face à une crise de génération et au problème de sa relève.
Ceux qui sont restés fidèles au théâtre Sovremennik, plutôt que de la fusionner avec le MKHAT comme le proposait Oleg Efremov, ont dû lutter âprement pour la survie de la troupe, de son esthétisme et de sa vision du monde.
Pendant deux ans, la direction du Sovremennik a été collégiale mais cette solution bancale mettait en avant le besoin d’un nouveau chef capable de définir une nouvelle ligne artistique et les axes du futur développement.
L’assemblée générale du Théâtre a désigné à cette tâche Galina Voltchek , actrice fondatrice qui avait déjà mis en scène plusieurs succès de la troupe. Mais la toute nouvelle directrice eut du mal à s’imposer. En effet, elle ne correspondait pas au canon soviétique d’un dirigeant quelconque qui devait en fait être un « homme » de type « slave » membre du « Parti ». Plus encore aux demandes appuyées des idéologues du théâtre qui faisaient durement pression sur elle pour qu’elle adhère au Parti, ce qu’elle a toujours refusé.
Les choix de la majorité de la troupe, constituée pour la plupart d’acteurs de renom, étaient si fermes que les autorités ont dû accepter l’idée de ce théâtre qu’ils taxaient d’incontrôlable.
La reconstruction fut difficile, et Galina Voltchek s’attela à recréer un nouveau répertoire théâtral en suivant la voie que son prédécesseur Oleg Efremov refusait.
En effet, après quelques tentatives, Oleg Efremov avait conclu qu’il ne fallait pas inviter de metteurs en scène « étrangers », mais qu’ils devaient émerger de la troupe au sein de la communauté artistique.
À l’initiative de Galina Voltchek, le Sovremennik devint beaucoup plus ouvert en accueillant des maîtres réputés comme Andrzej Wajda et Gueorgui Tovstonogov.
C’est au Sovremennik que se sont formés les créateurs les plus connus du théâtre russe contemporain, comme Valeri Fokine, Iossif Reichelhaus ou Roman Viktiouk.
Les années 1970 et le début des années 1980 sont appelés dans l’ex-URSS les années de « stagnation ».
Pendant ces années, les conditions économiques se sont dégradées et la pénurie des produits de première nécessité se faisait sentir avec son cortège d’incivilités et de marché noir, et en même temps les libertés issues du « Dégel » ont été remises en question.
Sovremennik, dans son désaccord actif contre cette tendance sociale, opère une sorte d’émigration intérieure. Il choisit comme domaine artistique le monde intérieur de chaque personne concrète et son conflit principal issu des rapports de l’homme avec sa conscience.
Dans ces temps d’apathie et de découragement général, une nouvelle génération apparaît dans le Sovremennik, apportant avec elle un nouveau mode d’existence sur scène. Marina Neïolova, Konstantin Raïkine, Valentin Gaft et surtout Oleg Dahl ont su incarner les plaintes de cette époque. Un malaise diffus, une sensibilité à fleur de peau, et même une certaine neurasthénie, un sentiment de perte irrémédiable et de désespoir si contre nature chez des gens si jeunes, sont la marque de ces pièces montrant des espoirs anéantis, des projets inaboutis et un appel du gouffre.
Au milieu des années 1970, le Sovremennik se voit interdit de tournées à l’étranger malgré l’énorme intérêt qu’il suscite. À l’origine, une histoire qui a scandalisé les dirigeants communistes : huit jours avant le départ pour une tournée en Suède et en Norvège, le KGB interdit à 4 artistes de la troupe de quitter le territoire national. Malgré tous les efforts pour faire revenir les autorités sur cette décision, les responsables du Comité pour la Sécurité n’ont pas fléchi. Deux jours avant le départ, l’assemblé générale du théâtre a décidé d’être solidaire avec ses membres et d’annuler la tournée.
La répression qui a suivi ce défi a été sans merci. La censure et les tracasseries administratives, les directives imposées « d’en haut », ont gravement perturbé la vie quotidienne du théâtre.
La Perestroïka et la levée de la censure qui suivit permit de relancer la troupe. Les artistes ont pu afficher clairement ce qui se discutait auparavant à voix basse dans les cuisines et se distillait entre les lignes du texte des acteurs.
L’affiche du Sovremennik s’enrichit de nombreuses pièces issues d’œuvres qui, auparavant, auraient été sanctionnées par la censure, comme Le Vertige mis en scène par Galina Voltchek, d’après l’autobiographie d'Evguénia Guinzbourg. Au moment de sa création, ce spectacle n’était pas considéré comme promis à un grand avenir. Mais le sort en a décidé autrement. Le Vertige continue de faire salle comble à Moscou comme en tournée.
Cette pièce suscite toujours une grande émotion, telle Jane Fonda qui l’a vue à Seattle, et lorsqu’un journaliste lui a demandé ce qu’elle en a pensé, elle lui a montré ses doigts mordus jusqu'au sang. Ensuite elle a spécialement emmené ses enfants à Moscou pour qu’ils voient cette pièce. Ou bien tel producteur sud-coréen dont le père a été assassiné dans les camps de son propre pays et qui s’est évanoui durant le spectacle. Ou bien Annie Girardot qui ne pouvait retenir ses larmes lorsqu'elle est venue voir les artistes après la représentation. Ou bien Arthur Miller qui, à New York, est venu remercier les actrices en coulisse.
Le 1er mars 2000, à lieu la première du spectacle We Play ... Schiller!, mise en scène de Rimas Tuminas, d'après Marie Stuart de Friedrich von Schiller, avec Ielena Iakovleva qui joue Marie Stuart.